# Fernando José Lobo da Silveira Quaresma
Fernando José Lobo da Silveira Quaresma (21 de novembro de 1727 - 19 de abril de 1778), Gentil-homem da câmara do rei D. José; marechal de campo e tenente-general do exército e comandante do Regimento de Cavalaria de Alcântara; comendador de São Salvador de Santarém e de Nossa Senhora da Represa, da Ordem de São Tiago; de São Martinho de Ruivães, e de São Tiago de Adeganha na Ordem de Cristo; senhor, por mercê régia, da quinta e reguengo dos Calvos no Concelho de Lafões.
O título foi confirmado no 2.º marquês de Alvito, e declarados os títulos de barão de Alvito e conde de Alvito, de juro e herdade, na forma da lei mental, com dispensa dela no que necessário for, pelo decreto de 13 de maio e carta de 11 de Junho de 1788. Sucedeu na casa de seu pai em 1 de Junho de 1773.

## Dados genealógicos
Era filho de D. José António Francisco Lobo da Silveira Quaresma, 1.º marquês de Alvito, 3.º conde de Oriola, 10.º barão de Alvito, 14.º senhor de Alvito, e de D. Teresa de Assis Mascarenhas, dama camarista, filha dos 2.os condes de Óbidos.
Casou em primeiras núpcias, a 18 de Fevereiro de 1753, com D. Ana Xavier de Assis Mascarenhas, sua prima, dama da rainha D. Maria Ana Vitória, filha dos 3.os condes de Óbidos, a qual faleceu em Julho de 1757.
Tiveram:
- D. Ana casada com D. Francisco Xavier Rafael de Meneses, marquês de Louriçal. Sem geração.[1]

Casou a segundas núpcias, a 21 de Dezembro de 1777, com D. Maria Bárbara de Meneses, filha de D. José de Meneses e Távora da Silveira e Castro, gentil-homem da câmara do rei D. José e da rainha D. Maria I, senhor dos morgados de Caparica e Patameira; comendador de Santa Maria de Valada, da Ordem de Cristo, governador da Torre Velha, e de sua mulher a condessa de Rapach, D. Luísa Gonzaga de Rapach, natural de Viena de Áustria.
Tiveram:
- D. José António Plácido Lobo da Silveira Quaresma, 3º marquês de Alvito, 1.º barão de Portugal.[1] Com geração.
- D. Joaquim Lobo da Silveira, 7.º conde de Oriola, diplomata.
- D. Maria Bárbara (24 de Setembro de 1783 - 23 de Novembro de 1801) casada com D. Lourenço José Boaventura de Almada, 1º conde de Almada. Com geração.[2]
- D. Fernando (25 de Novembro de 1775 - 2 de Dezembro de 1825), capitão de cavalos e depois monsenhor da Sé Patriarcal de Lisboa.[2]